# Eumops maurus
El Eumops maurus (Murciélago de bonete guyanés o Murciélago de morichal) es una especie de murciélago de la familia Molossidae. Su hábitat se extiende por Guyana y Suriname; con algún avistaje reportado en Ecuador. Se encuentra amenazado por pérdida de su hábitat.